# 大倉三佳
大倉 三佳（おおくら みか、1985年8月18日 - ）は、日本の元女子プロ野球選手。三重県四日市市出身。投手、内野手、外野手。右投げ右打ち。

## 経歴
野球を始めたのは8歳。四日市市立富洲原小学校3年生の時に地元の少年団チームを見学した際そのプレーに魅了され、野球好きである父の薦めもあって身を置くことになった。弟も同じチームに入り姉弟で一緒にプレーしていた。（ちなみに弟は高校半ばまで野球を続けた）
中学時代には硬式野球チーム「四日市トップエースボーイズ」へ所属。女子選手は公式戦に出場できないという規定があり本来であれば入団はできないために女性ということを隠して入団試験を受けている。
北海道日本ハムファイターズの市川卓は一学年下のチームメイトだった。チームが大阪府羽曳野市のチームと練習試合をした際、相手投手だったダルビッシュ有からセンター前ヒットを放ったことがある 。学校のクラブ活動では硬式テニス部に所属し、東海大会に出場した実績もありスポーツセンスは万能。
高校は、野球のある環境を望んで硬式野球部のチームがある駒沢学園女子高等学校を選び、単身上京。
大学では、親への負担軽減を考え地元の桜花学園大学へ進学。野球部がないためにソフトボール部に所属するもプレーの違いにジレンマを感じて1年弱で中退。その後、三重県内の百貨店でアパレルショップの派遣社員として勤めつつ桑名市の社会人クラブチームで野球を続けていたが、クラブチームで知り合った皇學館大学女子軟式野球部ミラクルズからの要請を受けてコーチに就任、2008年4月には監督の薦めもあり同大学文学部に編入学し野球部には選手として入部することになる。
アルバイトをしながら練習するというハードな環境ながらエースとしてマウンドに上がり続け東海地区の秋季リーグ戦で初優勝、続く2009年の春季リーグ戦でも栄冠を勝ち取った。全日本大学女子野球選手権大会では準々決勝に進出、そのプレーが認められ特別賞を受賞。10月におこなわれた女子軟式野球ジャパンカップでは全日本大学女子野球連盟の選抜チームメンバーにも選出され出場を果たした。
2009年に日本女子プロ野球機構による第1回合同トライアウトを受験し合格、同年12月のドラフト会議にて外野部門の4巡目で京都アストドリームスへの加入が決定した。2010年3月付けで皇學館大学は中退扱いになった。2013年シーズン後に引退。
兵庫ディオーネコーチ（2015年）を経て2016年からレイアの監督を務めていたが、2017年4月に一身上の都合のため辞任、後任には橋本ひかりが就任した。
2017年12月に吉田奈津と共に和歌山県田辺市を拠点とする硬式野球チーム「和歌山ファイティングバーズNANA（現・和歌山Regina）」に加入した。
2018年の関西ラッキーリーグBで最優秀防御率を受賞した。

## プレースタイル
高校時代には捕手を務めるなど全てのポジションを守れるユーティリティープレイヤー。遠投87mと女子選手の中ではかなりの強肩を持つ。
そのためプロでは外野だけではなく肩が必要となるサードを任せられることも多い。ひとたびマウントに上れば110km/hに近い速球とカーブ・スライダーを駆使し巧みなコンビネーションで相手を仕留める本格派ピッチャー。
バッティングでは高校時代の公式戦で三振を1度しか喫しなかったほどミートセンスの良さを持つ。

## 人物
- 小学校の卒業文集に書いた夢は「プロ野球選手になりたい」
- プロでの目標は「女子プロ初ホームラン」
- 理想とする選手は投手でダルビッシュ有と岩隈久志、理由として制球力と変化球の切れの良さを上げている。打者はイチロー。
- ドラフト会議では外野手での指名であったが本人は「投手がやりたい」と明言している
- プロでの背番号は二桁の数字を希望し10になる、ちなみに皇學館大学で付けていた番号は二桁の「18」
- 自分自身の性格分析は「短気」
- 軟式と硬式では硬式の方が投手として変化球の切れが増すためにやりやすいと感じている

## 詳細情報

### 年度別打撃成績
| 年 度     | 球 団        | 試 合 | 打 席 | 打 数 | 得 点 | 安 打 | 二 塁 打 | 三 塁 打 | 本 塁 打 | 塁 打 | 打 点 | 盗 塁 | 盗 塁 死 | 犠 打 | 犠 飛 | 四 球 | 敬 遠 | 死 球 | 三 振 | 併 殺 打 | 打 率 | 出 塁 率 | 長 打 率 | O P S |
| --------- | ------------ | ----- | ----- | ----- | ----- | ----- | -------- | -------- | -------- | ----- | ----- | ----- | -------- | ----- | ----- | ----- | ----- | ----- | ----- | -------- | ----- | -------- | -------- | ----- |
| 2010      | ドリームス   | 39    | 154   | 133   | 20    | 35    | 9        | 0        | 0        | 44    | 13    | 3     | 3        | 1     | 0     | 17    | -     | 1     | 6     | 2        | .263  | .351     | .331     | .682  |
| 2011      | ドリームス   | 50    | 157   | 132   | 20    | 41    | 8        | 4        | 0        | 57    | 11    | 6     | 1        | 4     | 2     | 18    | -     | 1     | 4     | 6        | .311  | .392     | .432     | .824  |
| 2012      | ドリームス   | 39    | 138   | 116   | 23    | 44    | 8        | 3        | 0        | 58    | 31    | 3     | 2        | 2     | 2     | 15    | -     | 1     | 5     | 3        | .379  | .448     | .500     | .948  |
| 2013      | アストライア | 43    | 149   | 134   | 22    | 47    | 8        | 2        | 0        | 59    | 16    | 7     | 3        | 0     | 1     | 10    | -     | 3     | 8     | 2        | .351  | .405     | .440     | .845  |
| JWBL：4年 | JWBL：4年    | 171   | 598   | 515   | 85    | 167   | 33       | 9        | 0        | 218   | 71    | 19    | 9        | 7     | 5     | 60    | -     | 6     | 23    | 13       | .324  | .398     | .423     | .821  |

- 「-」は記録なし。
- 太字はリーグ1位。

### 年度別投手成績
| 年 度     | 球 団        | 登 板 | 先 発 | 完 投 | 完 封 | 無 四 球 | 勝 利 | 敗 戦 | セ 丨 ブ | ホ 丨 ル ド | 勝 率 | 打 者 | 投 球 回 | 被 安 打 | 被 本 塁 打 | 与 四 球 | 敬 遠 | 与 死 球 | 奪 三 振 | 暴 投 | ボ 丨 ク | 失 点 | 自 責 点 | 防 御 率 | W H I P |
| --------- | ------------ | ----- | ----- | ----- | ----- | -------- | ----- | ----- | -------- | ----------- | ----- | ----- | -------- | -------- | ----------- | -------- | ----- | -------- | -------- | ----- | -------- | ----- | -------- | -------- | ------- |
| 2010      | ドリームス   | 19    | -     | 8     | 1     | 1        | 4     | 4     | 2        | 0           | .500  | 407   | 94.1     | 100      | 0           | 30       | -     | 2        | 28       | 2     | 1        | 49    | 34       | 3.24     | 1.38    |
| 2011      | ドリームス   | 25    | -     | 3     | 1     | 1        | 5     | 8     | 1        | 0           | .385  | 426   | 87.1     | 122      | 1           | 40       | -     | 12       | 22       | 4     | 1        | 62    | 43       | 3.44     | 1.85    |
| 2012      | ドリームス   | 9     | -     | 0     | 0     | 0        | 4     | 1     | 0        | 0           | .800  | 64    | 13.1     | 12       | 0           | 6        | -     | 4        | 8        | 2     | 0        | 8     | 6        | 3.16     | 1.35    |
| 2013      | アストライア | 1     | -     | 0     | 0     | 0        | 0     | 0     | 0        | 0           | ----  | 3     | 0.2      | 1        | 0           | 1        | -     | 0        | 0        | 0     | 0        | 0     | 0        | 0.00     | 3.00    |
| JWBL：4年 | JWBL：4年    | 54    | -     | 11    | 2     | 2        | 13    | 13    | 3        | 0           | .500  | 900   | 195.2    | 235      | 1           | 77       | -     | 18       | 58       | 8     | 2        | 119   | 83       | 2.97     | 1.59    |

- 「-」は記録なし。
- 太字はリーグ1位。

### タイトル
- 打点女王：1回（2012年）

### 表彰
- ベストナイン：2回（外野手部門：2012年、2013年）

### 記録
- 100安打：2012年9月1日、対兵庫スイングスマイリーズ（明石トーカロ球場）、2回表に植村美奈子より左前打

### 背番号
- 10 （2010年 - 2013年）
- 51 （2015年）